# مارثا بوكرم
مارثا بوكارام أورتيز (بالإسبانية: Martha Bucaram Ortiz) (12 أكتوبر 1941، غواياكيل - 24 مايو 1981، سيليكا) كانت محامية وناشطة نسوية إكوادورية وكانت أيضًا السيدة الأولى لإكوادور بعد زواجها من خايمي رولدوس أغيليرا رئيس الإكوادور والذي قُتل معها في حادث تحطم طائرة.

## سيرتها الشخصية
مارثا بوكارام أورتيز هي الطفلة البكر للمهاجر اللبناني جاكوبو بوكارام المحالين والإكوادورية رينا أورتيز كايسيدو وشقيقة الرياضي جاكوبو بوكرام ورئيس الإكوادور لاحقا عبد الله بوكرام. في سنة 1962، تزوجت من خايمي رولدوس أغيليرا حيث أنجبت ثلاثة أطفال. التحقت ابنتها البكر، مارثا رولدوس، بالحياة السياسية وأصبحت نائبة في حزب ميائ الأخلاق والديمقراطية.

## السيدة الأولى لإكوادور
عندما تولى خايمي رولدوس أغيليرا رئاسة الإكوادور، أصبحت بوكارام السيدة الأولى وتولت المنصب التقليدي كرئيس للمعهد الوطني للأطفال والأسرة.
و بصفتها ناشطة نسوية، ناضلت بوكرام من أجل إحداث تغييرات على القانون المدني لإكوادورو الذي من شأنها توسيع دور المرأة في المجتمع الإكوادوري. وايضًا بصفتها السيدة الأولى، أنشأت مكتب المرأة، الملحق برئاسة الجمهورية منذ عام 1980م.

## موتها
في يوم الأحد، 24 مايو 1981م، تحطمت طائرة بيتشكرافت سوبر كينغ إير والتي كانت تحمل الرئيس وحاشيته في احتفال عسكري تكريمًا لمن سقطوا في حرب باكيشا، في هوايرابونغو هيل، بالقرب من بلدة غواشاناما، في مقاطعة سيليكا كانتون لوخا. كان الحادث، على ارتفاع 2360 مترًا فوق مستوى سطح البحر (7800 قدمًا)، حيث لم يترك أي ناجين: قُتل الرئيس وزوجته ووزير الدفاع ماركو سوبيا مارتينيز وزوجته ومرافقاه ومضيفة الطيران وكلا الطيارين. بحسب ما ورد من المعلومات لاحقا، فإن جثث الضحايا احترقت إلى درجة يصعب خلالها التعرف عليها.